# Pseudoeurycea obesa
La salamandra de cola estriada (Pseudoeurycea obesa) es una especie de anfibio caudado (salamandras) de la familia Plethodontidae.
Es endémica de México.
Sus hábitats naturales incluyen montanos húmedos, jardines rurales y zonas previamente boscosas ahora degradadas.
Está amenazada de extinción debido a la destrucción de su hábitat.